# Drama historique
Un drama historique est un sous-genre de drama dans lequel y est adjoint le genre historique.

## Liste de dramas historiques chinois
- 2021 :
  - The Sword and the Brocade
  - The Imperial Coroner

## Liste de dramas historiques coréen
- Liste de dramas historique coréens dit sageuk

## Liste de dramas historiques japonais
- 2003 : Musashi
- 2004 : Shinsengumi
- 2005 : Yoshitsune
- 2008 : Atsu hime
- 2009 : Tenchijin
- 2010 : Ryomaden

## Liste de dramas historiques taïwanais
- 1984 - Book and Sword Chronicles (en) (書劍江山) - Taiwan Television (TTV) (台視)
- 1985 - Chor Lau-heung (en) (楚留香新傳) - China Television (CTV) (中視)
- 1992 - The Book and the Sword (en) (書劍恩仇錄) - Chinese Television System (CTS)
- 1993 - New Legend of Madame White Snake (en) (新白娘子傳奇)
- 1995 - Chor Lau-heung (en) (香帥傳奇) - Taiwan Television (TTV)
- 2002 - Book and Sword, Gratitude and Revenge (en) (書劍恩仇錄) - China Television (CTV)